# Adam Krikorian
Adam Krikorian, född 22 juli 1974, är en amerikansk vattenpolospelare och -tränare.
Krikorian är chefstränare för USA:s damlandslag i vattenpolo sedan 2009. Det amerikanska damlandslaget tog OS-guld för första gången vid olympiska sommarspelen 2012 med Krikorian som tränare. Det var nära att Australien inte utjämnade under slutsekunderna av semifinalmatchen på grund av att Krikorian ropade time out vid en olämplig tidpunkt men USA klarade sig.
Krikorian var en framgångsrik collegespelare i UCLA Bruins under studietiden vid University of California, Los Angeles. Han utexaminerades år 1997 med psykologi som huvudämne och blev därefter verksam som tränare vid samma universitet.